# Saint-Agnan-en-Vercors
Saint-Agnan-en-Vercors is een gemeente in het Franse departement Drôme (regio Auvergne-Rhône-Alpes) en telt 402 inwoners (1999). De plaats maakt deel uit van het arrondissement Die.

## Geografie
De oppervlakte van Saint-Agnan-en-Vercors bedraagt 90,8 km², de bevolkingsdichtheid is 4,4 inwoners per km².

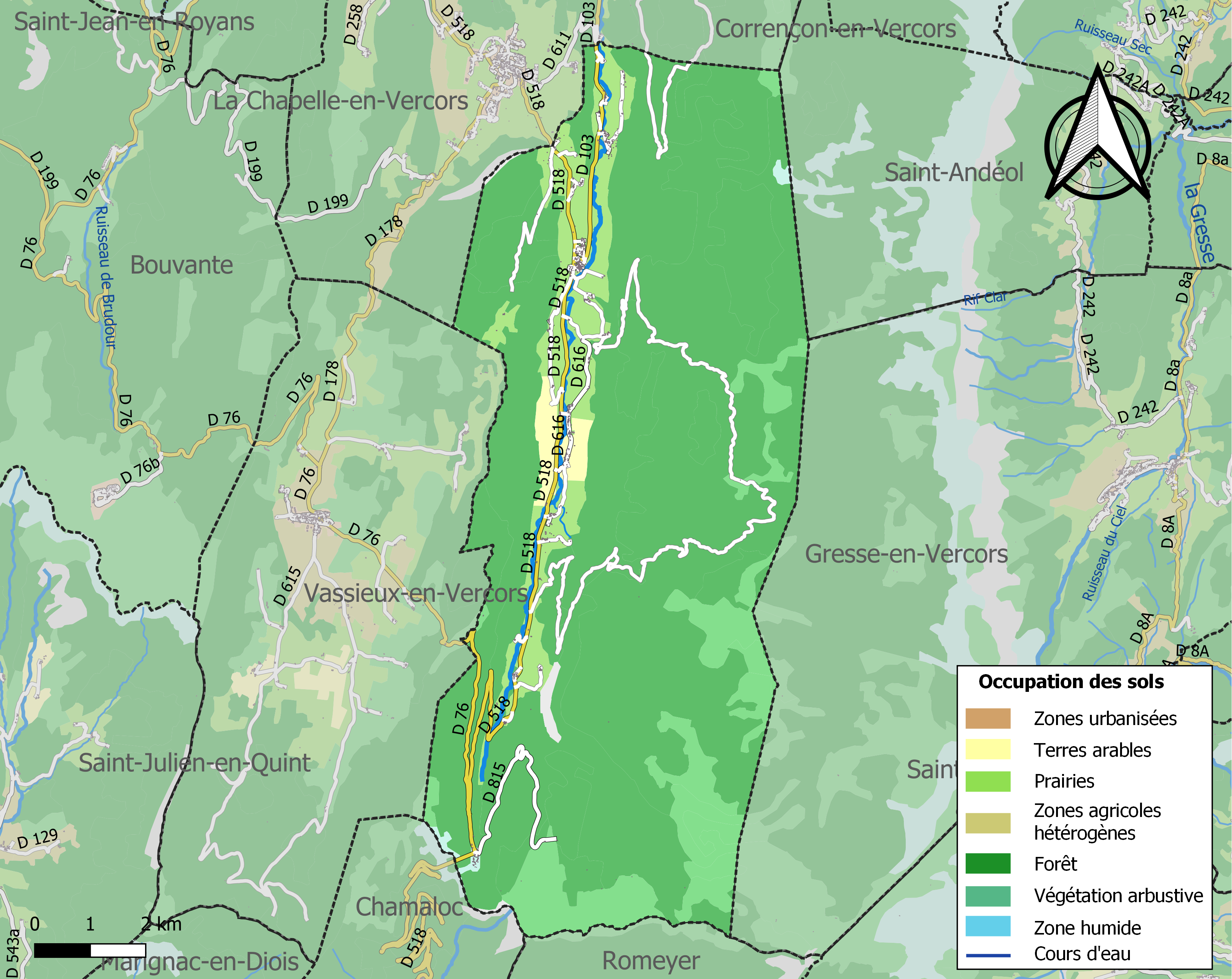
Kaart van de gemeente met belangrijkste infrastructuur, bodemgebruik en omliggende gemeenten

## Demografie
Onderstaande figuur toont het verloop van het inwonertal (bron: INSEE-tellingen).